# Michel Riesen
Michel Riesen (* 11. April 1979 in Oberbalm) ist ein Schweizer Eishockeytrainer und ehemaliger -spieler, der unter anderem auf zwölf Einsätze in der National Hockey League mit den Edmonton Oilers kam. Zudem wurde er mit dem HC Davos vier Mal Schweizer Meister.

## Karriere
Riesen begann seine Karriere als Eishockeyspieler beim SC Lyss. Als Profispieler spielte der rechte Flügelstürmer ab 1994 in der Nationalliga A beim EHC Biel, wo er in der ersten Saison in die Nationalliga B abstieg. Auf die Saison 1997/98 erfolgte der Wechsel zum HC Davos, zurück in die höchste Schweizer Spielklasse. Zuvor war er im NHL Entry Draft an 14. Stelle von den Edmonton Oilers ausgewählt worden. Nach einer Saison und 32 Spielen für den HC Davos, debütierte der Rechtsschütze 1998 in Nordamerika bei den Hamilton Bulldogs in der American Hockey League. Die Zeit in Hamilton brachten ihm einige Höhepunkte seiner Karriere: In der Saison 1999/2000 zum Beispiel erreichte er 60 Scorerpunkte in 73 Spielen. In der Saison 2000/01 wurde er zwölf Mal in der National Hockey League von den Edmonton Oilers eingesetzt. Am 1. Juli 2001 war er, als erster Schweizer überhaupt, Bestandteil eines Transfergeschäft in der National Hockey League. Die Edmonton Oilers transferierten Riesen gemeinsam mit Doug Weight im Austausch für Marty Reasoner, Jochen Hecht und Jan Horáček zu den St. Louis Blues. Nach diesem Jahr, seinem dritten in Nordamerika, zog es ihn zurück in die Schweiz, wo er erneut für den HC Davos auf Torejagd ging. In den folgenden acht Jahren, bis 2009, gewann Riesen mit Davos vier Mal den Schweizer Meistertitel. Obwohl sein Vertrag bis 2011 lief, wechselte er auf die Saison 2009/10 zu den Rapperswil-Jona Lakers. Nach weiteren vier Jahren in der National League A wechselte Michel Riesen vor der Saison 2013/14 zu den EHC Basel Sharks.
2015 wurde er Mitglied des Trainerstabes beim HC Davos, übernahm dort zunächst die Aufgabe als Schusstrainer, dann die Leitung der Elite-Junioren. Nach dem Rücktritt Arno del Curtos als Davoser Trainer im November 2018 sprang Riesen als Übergangstrainer ein. Kurz darauf wurde mit Harijs Vītoliņš ein neuer Cheftrainer verpflichtet, dessen Assistent Riesen wurde.

### International
Sein erstes Spiel für die Schweiz absolvierte Michel Riesen bei der Junioren-Weltmeisterschaft 1996. Ein Jahr später bei der U18-Junioren-Europameisterschaft 1997 wurde er ins All-Star-Team berufen und zum besten Stürmer des Turniers gewählt. 1997 und 1998 war er auch Mitglied der Nationalmannschaft bei den Junioren-Weltmeisterschaften. 1998 gewann er hierbei die Bronzemedaille mit den Schweizern. Vor und nach seiner Zeit in der AHL trat er außerdem bei den Eishockey-Weltmeisterschaften auf. Insgesamt stand er bei acht Pflichtspielen für die Schweizer Nationalmannschaft auf dem Eis.

## Erfolge und Auszeichnungen
- 1998 Rookie des Jahres in der Nationalliga A
- 2002 Schweizer Meister mit dem HC Davos
- 2005 Schweizer Meister mit dem HC Davos
- 2007 Schweizer Meister mit dem HC Davos
- 2009 Schweizer Meister mit dem HC Davos

### International
- 1997 Bester Stürmer bei der U18-Junioren-Europameisterschaft
- 1997 All-Star-Team der U18-Junioren-Europameisterschaft
- 1998 Bronzemedaille bei der Junioren-Weltmeisterschaft

## Karrierestatistik

### International
Vertrat die Schweiz bei:
| - U20-Junioren-Weltmeisterschaft 1996 - U18-Junioren-Europameisterschaft 1997 - U20-Junioren-Weltmeisterschaft 1997 - U20-Junioren-Weltmeisterschaft 1998 | - Weltmeisterschaft 1998 - Weltmeisterschaft 2000 - Weltmeisterschaft 2001 |

(Legende zur Spielerstatistik: Sp oder GP = absolvierte Spiele; T oder G = erzielte Tore; V oder A = erzielte Assists; Pkt oder Pts = erzielte Scorerpunkte; SM oder PIM = erhaltene Strafminuten; +/− = Plus/Minus-Bilanz; PP = erzielte Überzahltore; SH = erzielte Unterzahltore; GW = erzielte Siegtore; 1 Play-downs/Relegation; Kursiv: Statistik nicht vollständig)

## Nach der Profikarriere
Der dreifache Familienvater ist mit seiner Frau Andrea verheiratet und bleibt seiner Passion Eishockey auch nach dem Ende seiner Profikarriere 2014 treu. Er gibt sein Wissen und seine Erfahrung weiter und ist heute als Trainer und Shootingcoach sowie seit dem 29. November 2018 als Coach des HC Davos tätig.